# Cozaddale
Cozaddale est un secteur non constitué en municipalité  (unincorporated community) au sud-est du Hamilton Township, dans le comté de Warren, dans l'Ohio, aux États-Unis.
Cozaddale est entourée au sud de Camargo, au sud-est de Hickory Corner, à l'ouest de Pleasant Plain et au nord de Goshen.

## Source
- (en) Cet article est partiellement ou en totalité issu de l’article de Wikipédia en anglais intitulé « Cozaddale, Ohio » (voir la liste des auteurs).